# إيكاترينا كليموفا
إيكاترينا أليكساندروفنا كليموفا (بالروسية: Екатерина Климова)‏ (بالروسية:Екатери́на Алекса́ндровна Кли́мова; ولدت في 24 يناير 1978) ممثلة تلفزيونية سينمائية ومسرحية روسية. حصلت على جائزة فيكتور روزوف لأفضل ممثلة تحت سن 30. ومن أدوارها البارزة داتشيس ناتاليا ريبنينا في عام 2003 مسلسل تلفزيوني بور ناستيا.

## نشأتها
ولدت إيكاترينا كليموفا في موسكو. بعد المدرسة الثانوية ، التحقت كاثرين بالدورات التحضيرية في معهد الدولة الروسي . تخرجت من مدرسة ميخائيل شيبكين العليا للمسرح بمرتبة الشرف عام 1999 (قسم التمثيل ، ورشة عمل نيكولاي أفونين).

## روابط خارجية
- إيكاترينا كليموفا على موقع IMDb (الإنجليزية)
- إيكاترينا كليموفا على موقع قاعدة بيانات الفيلم (الإنجليزية)
- إيكاترينا كليموفا على موقع كينوبويسك (الروسية)